# Eskarpemauer

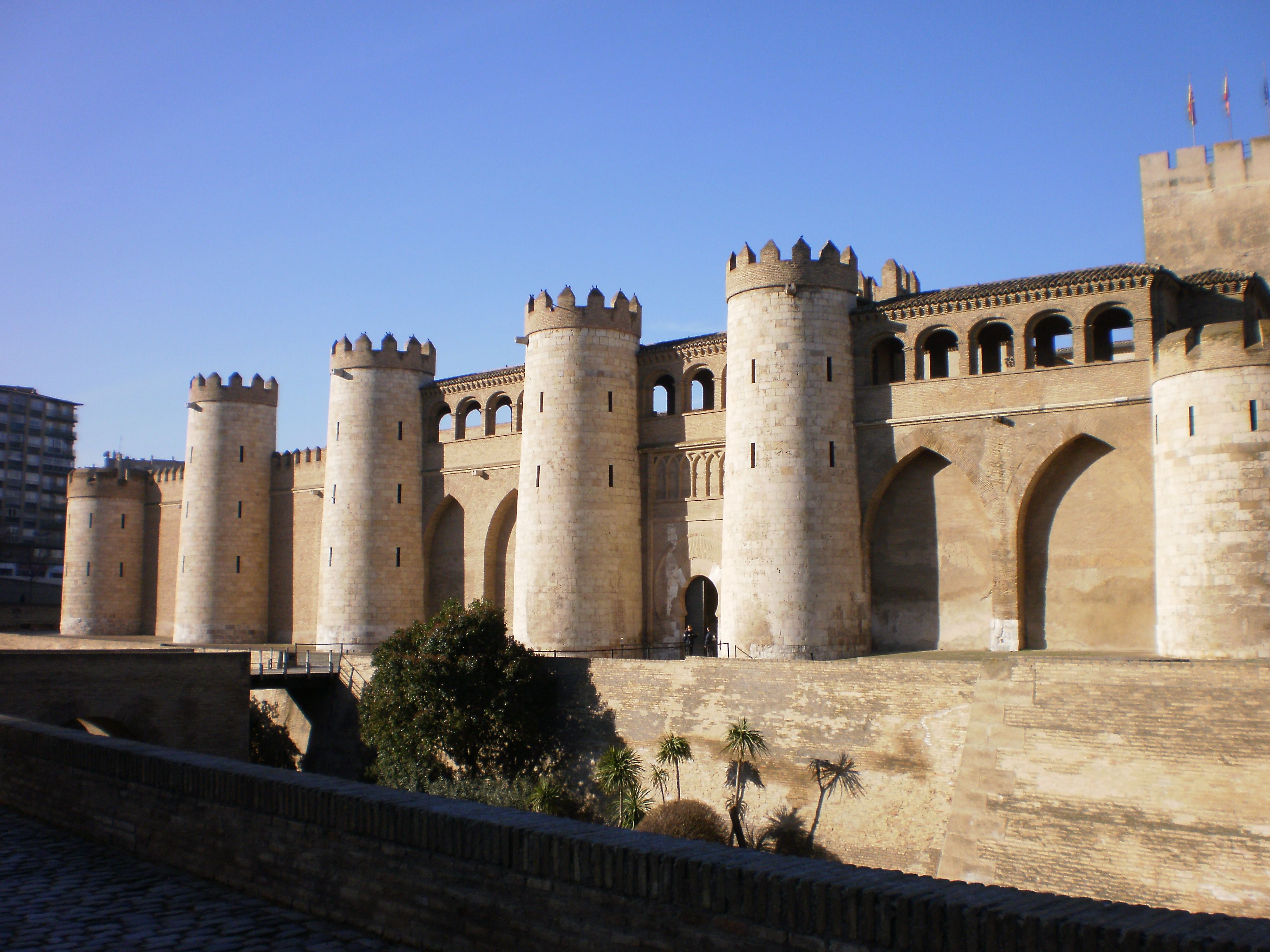
Blick auf die Eskarpemauer von La Aljafería, Saragossa

Eine Eskarpemauer ist eine Futtermauer in einem Stadtgraben, Burggraben oder Festungsgraben, die den Graben auf der Seite des Festungsbauwerks stützt und hält. Ein weniger gebräuchlicher Ausdruck lautet innere Grabenfuttermauer. Französisch escarpe bedeutet „Böschung“.
Die Kontreeskarpemauer ist die äußere Grabenfuttermauer. Sie stützt und hält das Erdreich auf der Grabenseite, die dem Festungsbauwerk gegenüberliegt. Französisch contre-escarpe bedeutet „Gegenböschung“.

## Verwendung
Der Einsatz einer Eskarpemauer erlaubte den Bau besonders steiler und tiefer Gräben, die die Annäherung der Angreifer an die Mauern und Türme besonders erschwerten. Besonders häufig wurden Eskarpemauern bei Trockengräben eingesetzt.

## Konstruktion
Die Eskarpemauern wurden so abgeböscht, dass von der Mauerkrone aus gesehen kein toter Winkel blieb, der von dort aus nicht mit Waffen erreicht werden konnte.
Zur Aufnahme des Schubs der Erdmassen wurden Escarpemauern oft leicht schräg bzw. nach unten dicker werdend ausgeführt. Oft wurden schräge Stützen einbezogen.
Zieht man die Eskarpemauer etwas höher als das Erdniveau, so bildet sie mit der Festungsmauer einen schmalen Zwinger, in dem eingedrungene Feinde in ihrer Bewegungsfreiheit und Übersicht eingeschränkt sind und von der höheren Festungsmauer aus gut bekämpft werden können.
Mit dem Aufkommen von Schusswaffen, die den direkten Mauerbeschuss erlaubten, wurden die Escarpemauern bis Schulterhöhe gezogen und verstärkt, um den rasanten Beschuss auf den Hauptmauerfuß zu verhindern. Sie hatten also die gleiche Aufgabe wie die älteren Bermenmauern.
Um Stürze von Kindern und Passanten in die tiefen Gräben zu verhindern, wurden Kontreeskarpemauern oft etwas über die Erdoberfläche gezogen, aber nicht so hoch, dass sie Deckung vor Beschuss von der Mauerkrone der Festungsanlage bieten konnten.

## Beispiele
In Deutschland hat sich z. B. in Speyer von der Speyerer Stadtbefestigung mit dem Postgraben ein Trockengraben mit Eskarpe- und vollständiger Kontreeskarpemauer erhalten.
Berühmt war im Mittelalter die 26 Jahre dauernde Umgestaltung, die Nürnberg seinem letztlich 100 Schuh breiten Hauptgraben angedeihen ließ. 1492 war die innere Grabenmauer fast rundherum geschlossen. Besonders aufwendig war die gemauerte Eskarpe mit ihren vorspringenden Zwingertürmen. Es waren so viele, dass man sie nur nach Farben und Buchstaben unterschied.
In Bremen ist die gezackte Struktur des Stadtgrabens bis heute erhalten, die Straße stadtauswärts entlang des Stadtgrabens heißt bis heute Contrescarpe, auf der westlichen Weserseite Neustadtscontrescarpe.

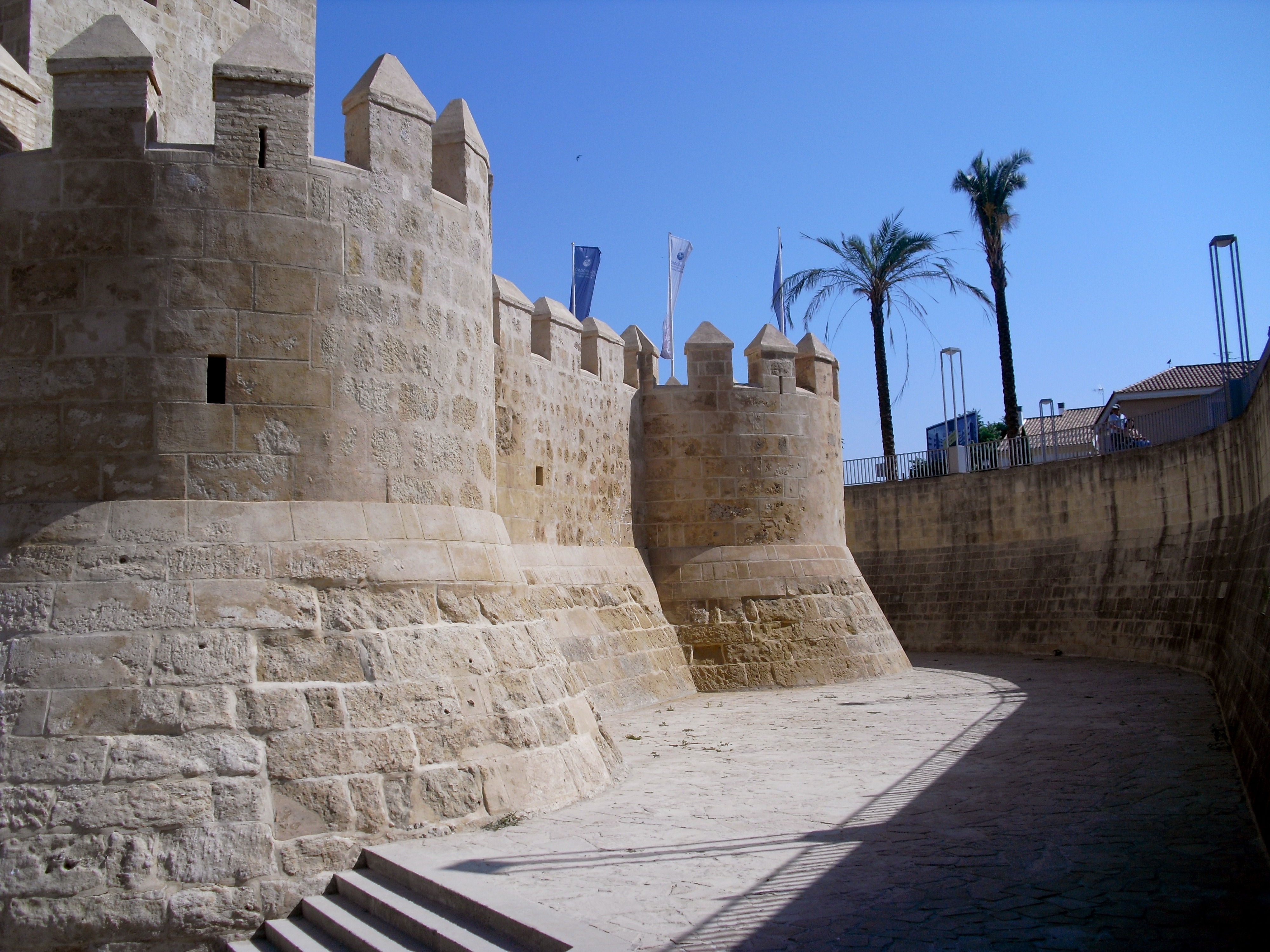
Eskarpemauer von Torre de la Calahorra, die als Vormauer etwas höher gezogen wurde und damit eine Zwingermauer bildet. Rechts die Kontreeskarpemauer.
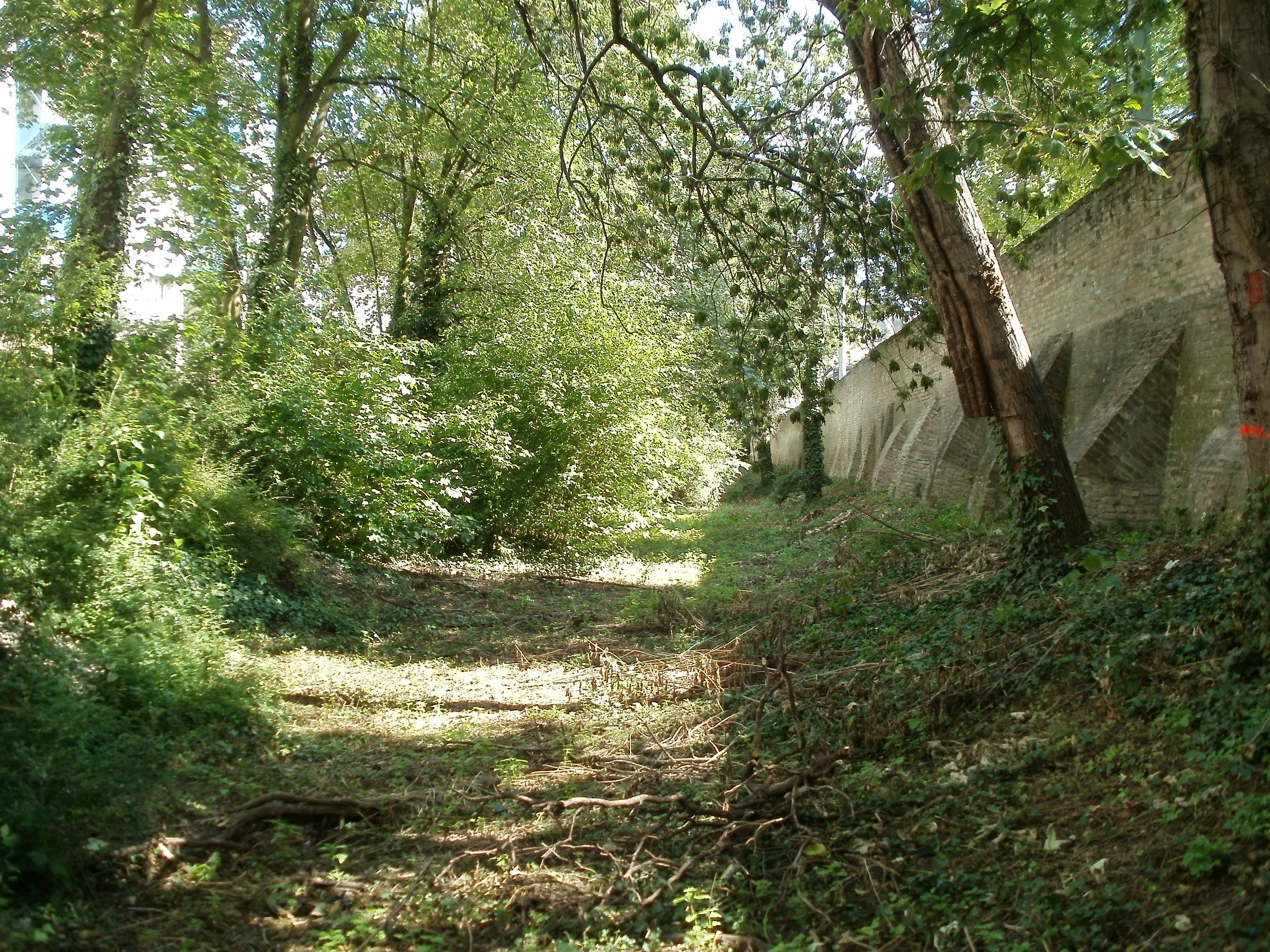
Kontreeskarpemauer des Postgrabens, ein Relikt der Speyerer Stadtbefestigung mit Stützen.
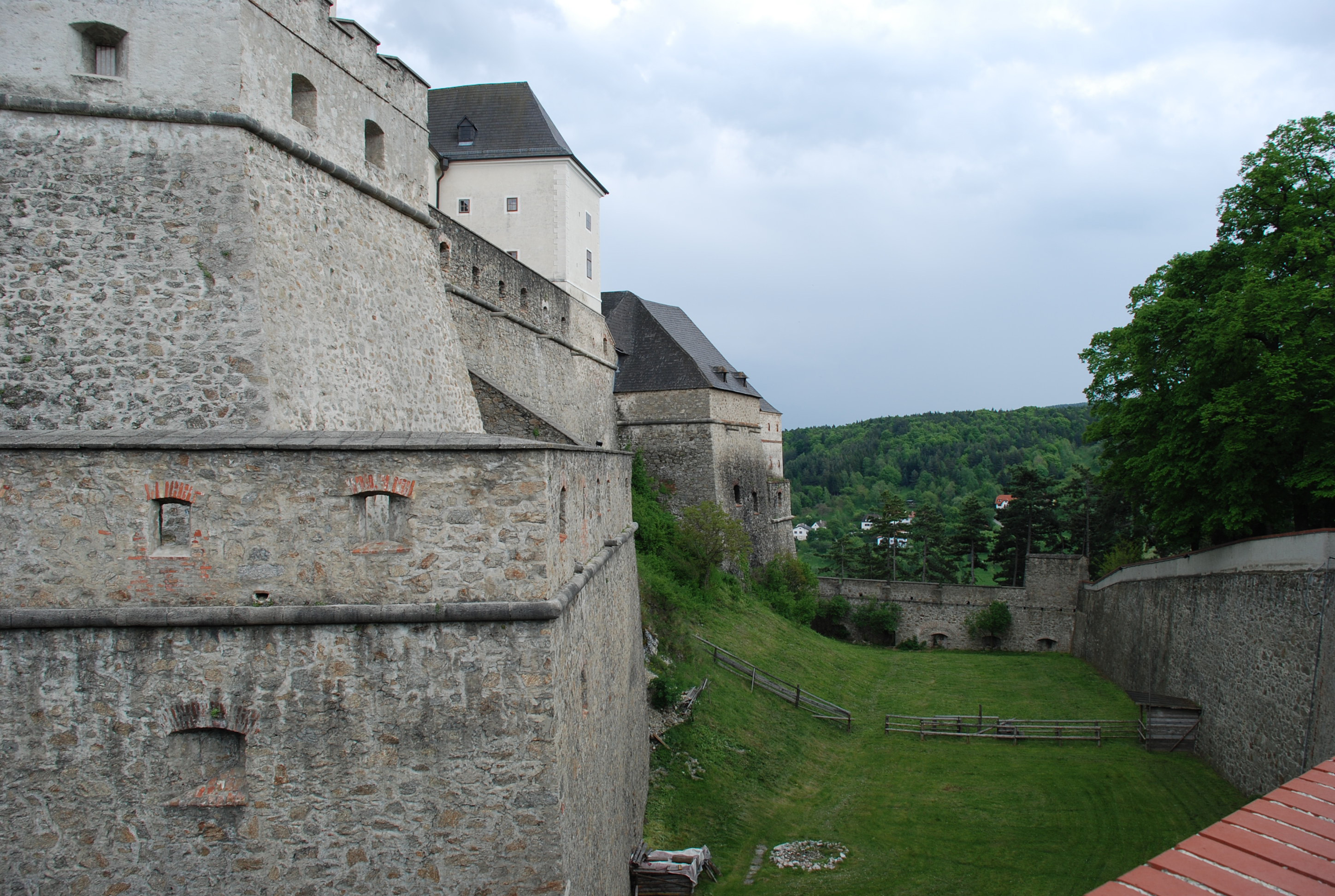
Graben der Burg Forchtenstein, rechts die Kontreeskarpemauer
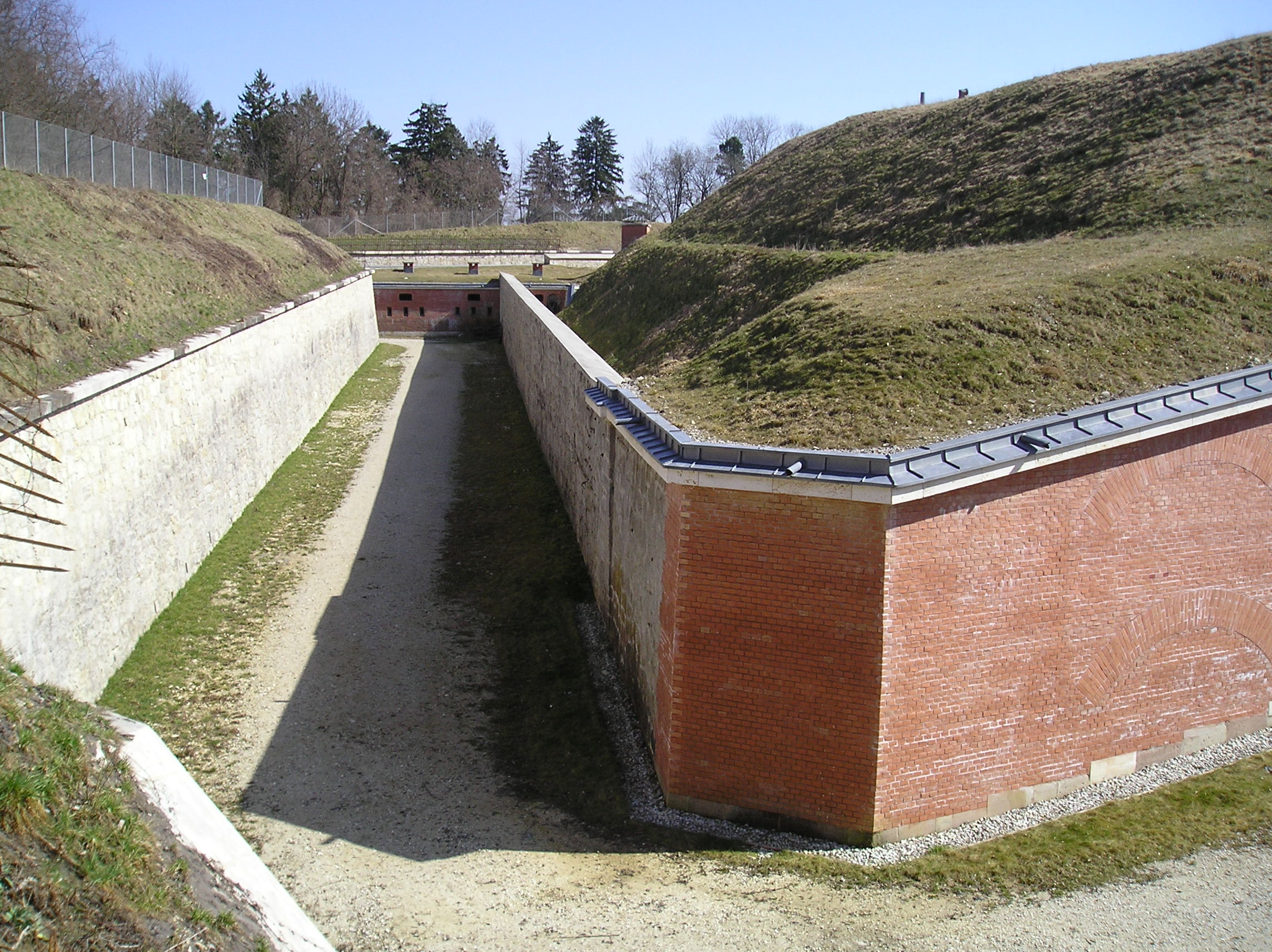
Linker Flankengraben des Forts Prinz Karl der bayerischen Landesfestung Ingolstadt, links die Kontreeskarpemauer
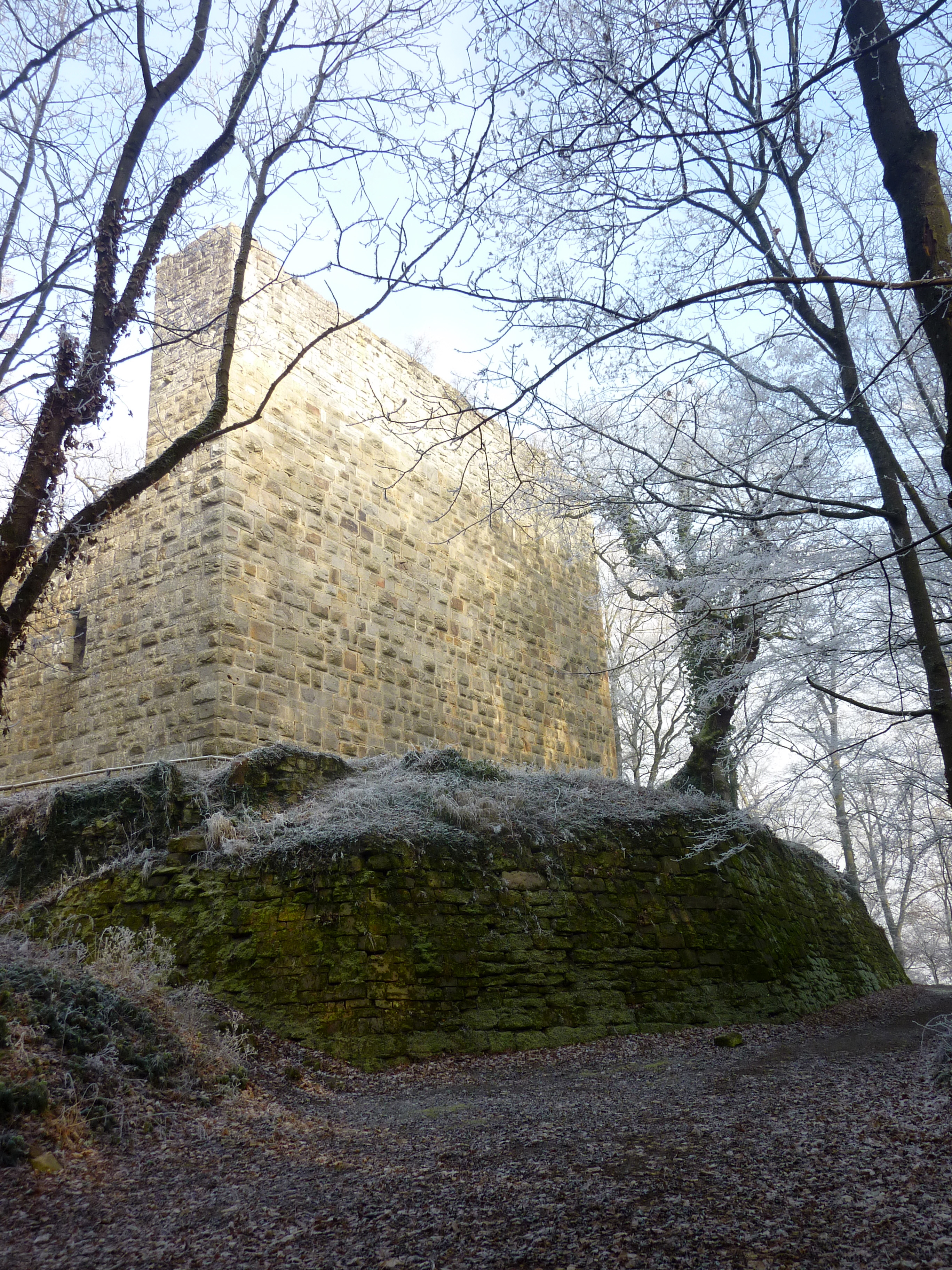
Escarpemauer unterhalb der Schildmauer der Burg Blankenhorn (Eibensbach)
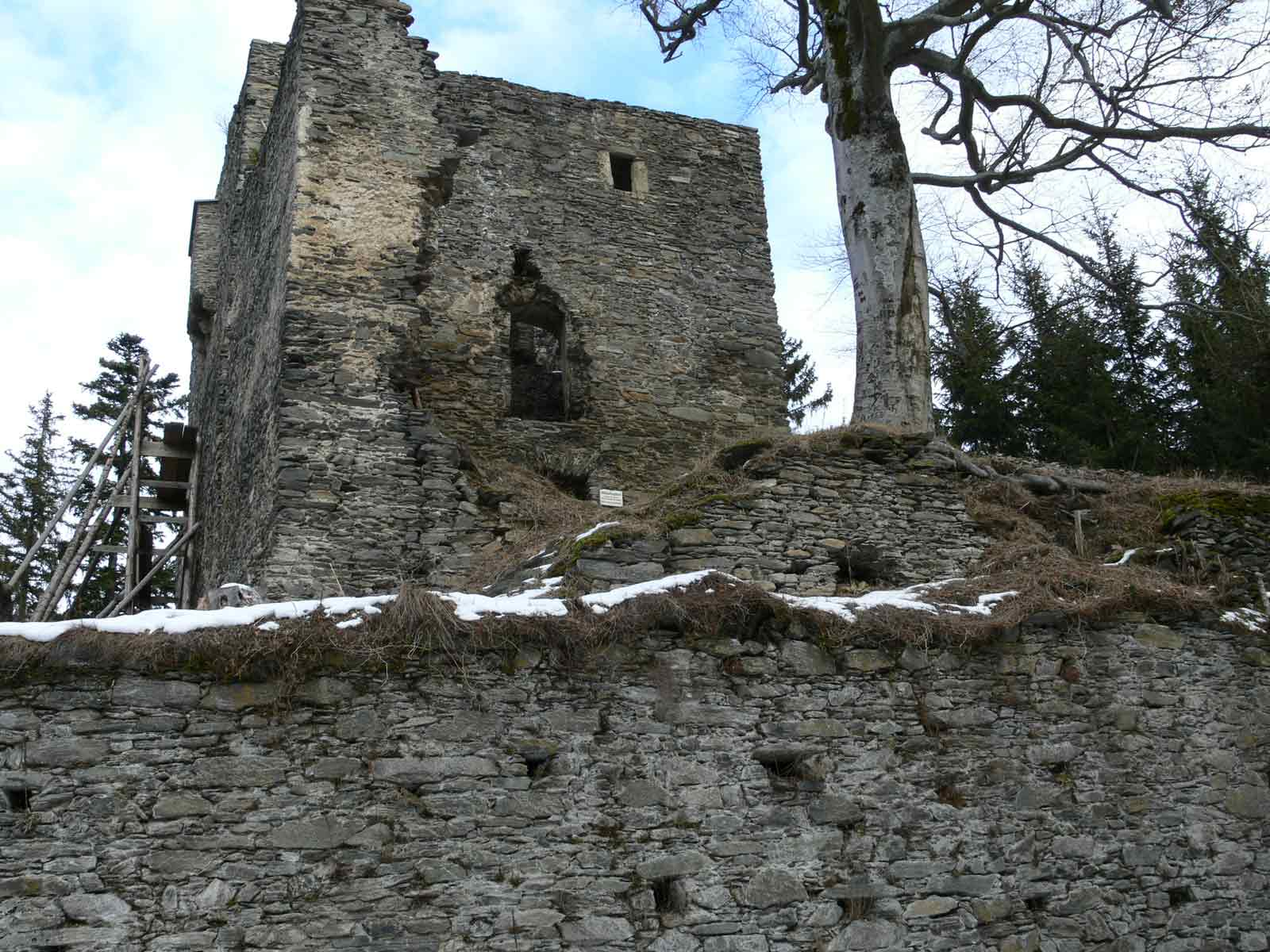
Doppelte Escarpemauer der Burg Hauenstein (Steiermark)